# Justin Marks
Justin Marks (...) è uno sceneggiatore statunitense noto per aver scritto il film Il libro della giungla, diretto da Jon Favreau e autore di serie televisive di successo.

## Biografia
Scrive più di 20 sceneggiature per il cinema prima di esordire per il grande schermo con Street Fighter - La leggenda, diretto da Andrzej Bartkowiak (2009).

## Filmografia
- Fast Forward, cortometraggio, regia di Brad Furman (2002)
- The Stranger, cortometraggio, regia di Brad Furman (2003)
- RAINN Public Service Announcements, serie TV (2003)
- Unbroken, cortometraggio, regia di Brad Furman (2003)
- Street Fighter - La leggenda (Street Fighter: The Legend of Chun-Li), regia di Andrzej Bartkowiak (2009)
- Rewind, film TV, regia di Jack Bender (2013)
- Il libro della giungla (The Jungle Book), regia di Jon Favreau (2016)
- Counterpart, serie TV (2017-2019)
- Shōgun, serie TV (2024)